# Puymiclan
 Puymiclan  es una población y comuna francesa, en la región de Aquitania, departamento de Lot y Garona, en el distrito de Marmande y cantón de Seyches.

## Demografía
| 690 | 657 | 602 | 575 | 565 | 568 |
| Para los censos de 1962 a 1999 la población legal corresponde a la población sin duplicidades (Fuente: INSEE [Consultar]) |     |     |     |     |     |

## Monumentos

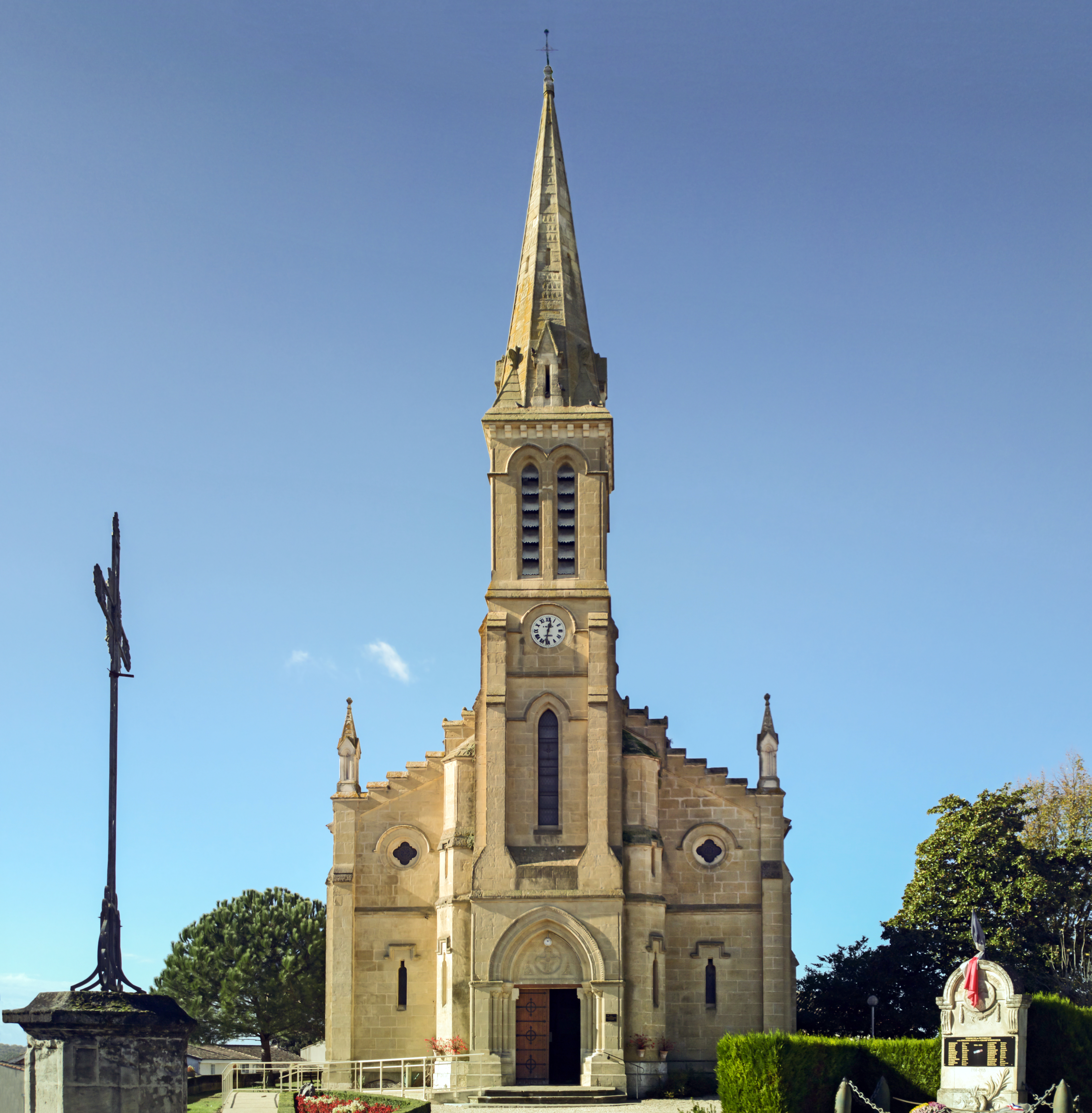
Iglesia Notre-Dame-des-Pins
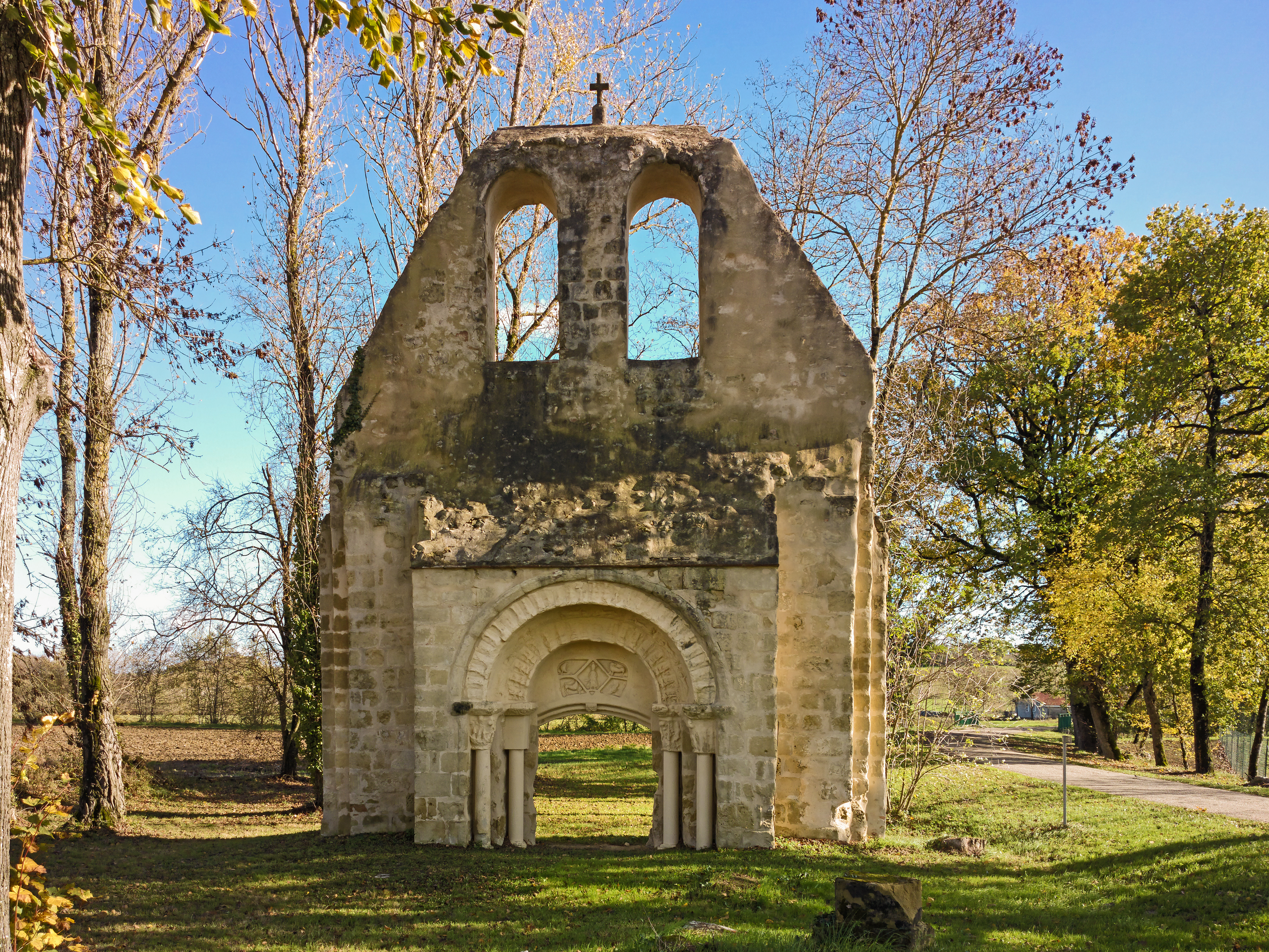
Iglesia de Saint-pierre-de-Londres
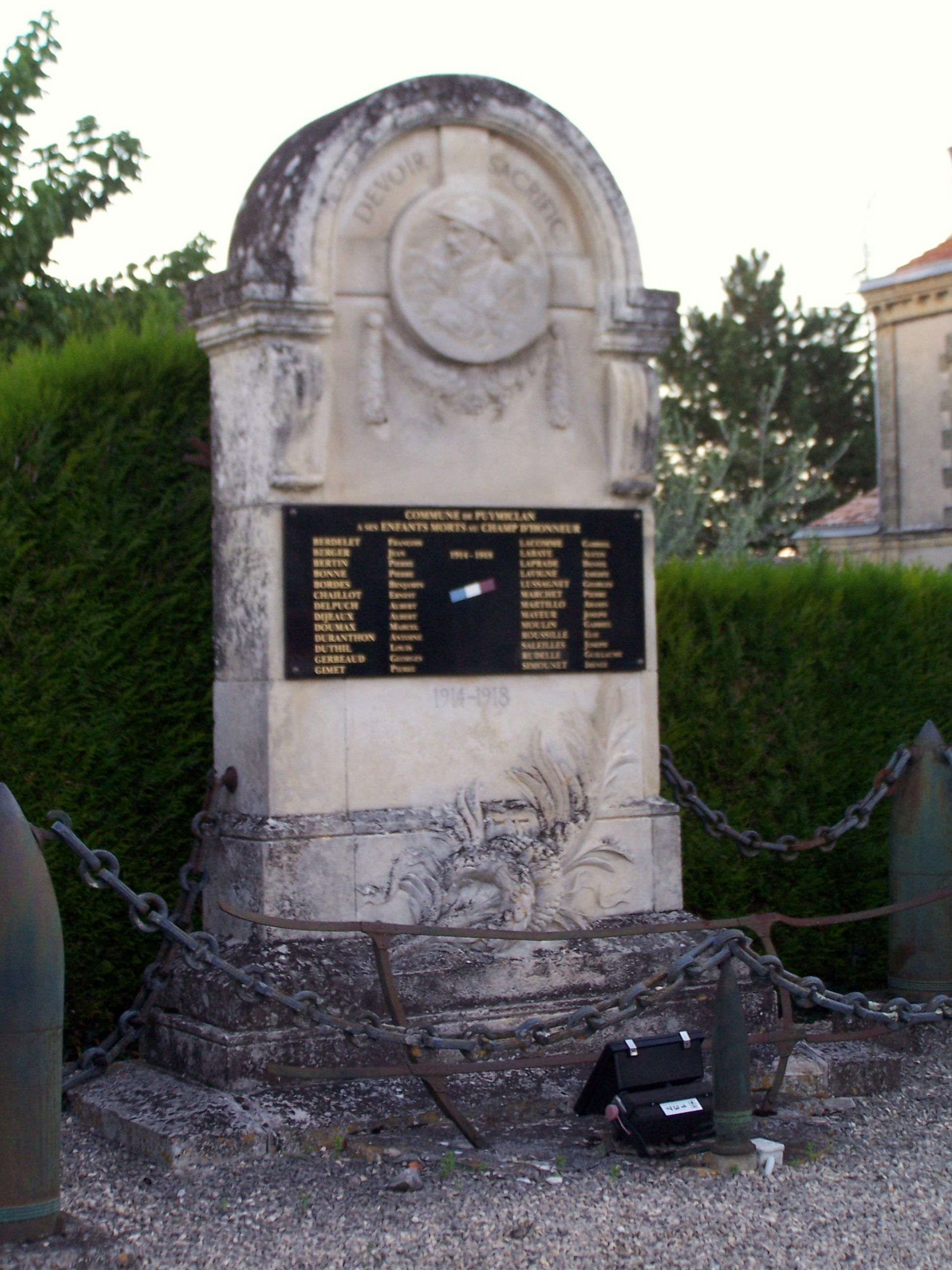
Monumento de la guerra.